# سرب القصف الفوتوغرافي الأول بعد المئة
سرب القصف الفوتوغرافي الأول بعد المئة هو وحدة غير نشطة في القوات الجوية الأمريكية. كانت آخر مهمة لها مع الفرقة الجوية التكتيكية التاسعة عشر، الواقعة في بروكس فيلد بولاية تكساس. عُطِّل السرب في 25 من ديسمبر عام 1945.

## التاريخ
عُرف السرب أول تأسيسه بسرب طائرات الحرب العالمية الأولى الأولى التابع للقوة الجوية عام 1917. نفّذ السرب تدريبات للطيران في تكساس ولم يغادر البلاد. سُرِّح عام 1918. وفُعِّل مرة أخرى في كيليفيلد بتكساس، في1935، بصفته سرب مراقبة خفيفا ودعم القوات الجوية في محطة فورتسام هيوستن العسكرية بصفته جزءًا من مدرسة الطيران المتقدمة للقوات الجوية.

### الحرب العالمية الثانية
وفُعّل السرب مرة أخرى في فرناسفيلد، كانال زون، وخضع للقيادة العامة الأمريكية لإدارة قناة بنما بتاريخ الأول من فبراير عام 1940 بصفته الوحدة المسؤولة عن المراقبة في الفرقة. حصل السرب على النماذج الأولى من طائرة O-47A الأمريكية الشمالية عندما استكمل هبوط عشر من هذه الطائرات في قناة بنما بقيادة مسؤول في السرب من سان أنطونيو بتاريخ 14 يونيو عام 1940. كما امتلك عددا من طائرات نورثروب A-17 ونفّذ بها أول رحلة جوية له بستة طائرات عبر المضيق إلى ألبروك فيلد، ثم إلى الشاطئ على البحر الهادئ إلى مطار أغوادولس العسكري. ثم استمر الطيران إلى الشاطئ الأطلنطي حتى هبط في فرانس فيلد.
وفي أغسطس عام 1940 بدأ السرب يشارك في العمليات التكتيكية الأسبوعية آنذاك التي وضعها قطاع الطيران التاسع عشر، وخلال واحدة من هذه العمليات خدم السرب بوصفه حاجب استطلاع للبحر ليقاطع هجمة متوقعة من طيران العدو متجهة إلى قناة بنما. وبعد ذلك في نفس الشهر، بعد أن انتقل السرب كله إلى استخدام طائرات O-47، أطلق السرب رحلة جوية في أمريكا الوسطى، يزور فيها كل عاصمة في أمريكا الوسطى ما عدا الهندوراس البريطانية. استمر التدريب في نهاية العام، وفي 20 نوفمبر، خضع السرب مباشرة للقيادة العامة في القوات الجوية لإقليم قناة بنما.
وأُلحق السرب بالقطاع الثاني عشر الجوي في فبراير 1941. مع بدء الحرب، كان السرب لم يزل في فرانسفيلد وفي 25 فبراير عام 1942 سُمّيت الوحدة بسرب الاستطلاع التاسع والثلاثين. في 3 مارس عام 1942 هبطت قوة الوحدة إلى ستّ طائرات O-47A فقط، ولكن أُضيف إليه طائرتان من نوع سنستون O-49، وفي السابع من ذلك الشهر خضع السرب لمجموعة الاستطلاع 72d الواصلة حديثا، وانتقل إلى هوَرْدفيلد في العشرين من ذلك الشهر. وبعد أن سُمّي سرب الاستطلاع التاسع والثلاثين في 4 يوليو 1942 تجهز السرب لنقلة كبيرة إلى والرفيلد في ترينيداد، حيث أُلحق بعد 6 أغسطس بصفته عنصرا أساسية في فرقة ترينيداد الرئيسة وقسمها. ومع نهاية العام كان السرب لم يزل اسميًّا جزءًا من مجموعة الاستطلاع 72d، ولكنّه انفصل عن ترينيداد. بعد وصولها إلى ترينيداد ظلّت طائرات الوحدة مشغولة مستعجلة في دوريات تطير على مستوى منخفض حول ترينيداد، وأحيانا حول بعض الجزر القريبة في جزر الأنتيل الصغرى، ليل نهار، بتعليمات خاصة للمراقبة، بسبب محاولات هبوط مخربين ألمان ممكنة.
في 25 يونيو عام 1943، تغيّرت صفة الوحدة تغيرا واضحا عندا سُمِّيت سرب الاستكشاف التاسع والثلاثين وخُصّص لها خمسة طائرات من نوع Bell P-39N Airacobra. ألحق السرب بالفرقة الجوية لجزر الأنتيل في 1 يونيو.
وبعد أن انتهت الحرب بشكل أساسي في جزر الأنتليل الصغرى، قلّت الحاجة سريعا إلى السرب، وفي 26 فبراير عام 1944، سُرّح السرب من القوات الجوية البريطانية وعاد إلى الولايات المتحدة حيث استمر حتى أصبح سرب الاستطلاع التصويري الأول بعد المئة في 12 يونيو عام 1944.
وعاد السرب إلى تدريباته التي كان يجريها قبل الحرب في بروكسفيلد حتى عُطّل عن العمل في نهاية الحرب.

### العمليات والأوسمة
- عمليات القتال: دفاع في المنطقة الكاريبية، 1940-1944.
- الحملات: لا شيء.
- الأوسمة: لا شيء.

### السيرة
- سرب الاستطلاع التاسع والثلاثين

نُظّم وسمي سرب الطيران التاسع والثلاثين في 5 يونيو عام 1917.
سُمّي السرب A، في ريتشفيلد، تكساس، في 14 يوليو عام 1918.
سُرّح في 19 نوفمبر عام 1918.
أُعيد تشكيله ووُحّد بالسرب المدرسي التاسع والثلاثين الذي أسس في 6 فبراير عام 1923. فُعِّل في 1 أغسطس عام 1927.
- سُمّي سرب الاستطلاع التاسع والثلاثين في 1 مارس عام 1935.

عُطِّل في 1 سبتمبر عام 1936.
فُعِّل في 1 فبراير عام 1940.
سُمّي: سرب الاستطلاع التاسع والثلاثين (وسط) في 26 فبراير 1942.
سُمّي: سرب الاستطلاع التاسع والثلاثين في 4 يوليو عام 1942.
سُمّي: سرب الاستكشاف التاسع والثلاثين في 25 يوليو عام 1943.
سُمّي: سرب الاستطلاع الفوتوغرافي الأول بعد المئة في 12 يونيو عام 1944.
سُمّي: سرب القصف الفوتوغرافي الأول بعد المئة في 7 فبراير عام 1945.
عُطِّل السرب في 25 من ديسمبر عام 1945.
حُلّ في 8 أكتوبر عام 1948.

### التعيينات
- غير معروف, 1917–1918.
- المجموعة المدرسية العاشرة، 1 أغسطس عام 1927.
- مدرسة الطيران المتقدمة التابعة للقوات الجوية، 17 يوليو 1931 حتى 1 سبتمبر 1936.
- إقليم قناة بنما، 1 فبراير عام 1940.
- القوة الجوية لقناة بنما، 20 نوفمبر 1940.
- مجموعة الاستطلاع 72d، 7مارس عام 1942.
- أُلحق بقسم ترينيداد وقاعدتها العسكرية بعد 6 أغسطس 1942.

- الفرقة الجوية الأنتيلية (لجزر الأنتيل)، 1 يونيو 1943.
- القوة الجوية الثانية، 15 مارس 1944.
- الفوة الجوية الثالثة، 5 أبريل 1944.
- مجموعة الاستطلاع التكتيكية التاسعة والستون، 11 أبريل عام 1944.
- مجموعة الاستطلاع التكتيكية الرابعة والسبعون، 29 يناير عام 1945.
- الفرقة الجوية التكتيكية التاسعة عشرة.
- أُلحق بمجموعة الاستطلاع التاسعة والستين، 7 نوفمبر إلى 25 ديسمبر عام 1945.

### المقرات
- سان أنطونيو، تكساس، 5 يونيو عام 1917.
- كانوتفيلد، إلينوا، أغسطس 1917.
- ريتشفيلد، تكساس، ديسمبر 1917، حتى 19 نوفمبر 1918.
- كيليفيلد، تكساس، 1 أغسطس 1927 حتى 1 سبتمبر 1936.
- فرانسفيلد، كانال زون، 1 فبراير عام 1940.
- هوَرْدفيلد، كانال زون، 20 مارس 1942.
- والرفيلد، ترينيداد، 6 أغسطس 1942. 26 فبراير عام 1944.
- مطار دالهارت العسكري، تكساس، 15 مارس 1944.
- إسلرفيلد، لويزيانا، 1 مايو 1944.
- مطار ستتكارت العسكري، أركانساس، 6 فبراير 1945.
- بروكسفيلد، تكساس، 5 إلى 25 ديسمبر عام 1945.

### الطائرات
- SJ-1 وJN-4، فيي 1917-1918.
- بالإضافة إلى 0-2 و0-19 تضمنت 0-11 و0-25 و0-38 و0-38 وC-14 في الفترة بين 1932 و1934، وBT-2 في 1934-1936. A-17, 1940
- بالإضافة إلى L-4، في 1942-1944، وB-18 وP-39 في 1943–1944.
- وتضمن C-45. في 1942-1943، B-25، وC-60، و0-52، عام 1943.
- UC-61 وUC-78، في 1943–1944.
- بالإضافة إلى B-25/F-10، في1944–1945.
- تضمّنت A-25 وL-5، عام 1944.
- A-26, 1945